# هاکین می
هاکین می (انگلیسی: Hokkien mee) به صورت تحت الفظی «نودل فوجیان»، یک سری از غذاهای بومی مربوط به جنوب شرق آسیا است که نشأت گرفته از آشپزی استان فوجیان (هاکین) چین هستند.